# El Castellano (1904-1935)
El Castellano fue un periódico que se publicó en Toledo (España) entre 1904 y 1936.

## Historia
Fundado en 1904, primero como una publicación de periodicidad semanal hasta enero de 1910, pasa a bisemanal hasta abril de 1915. A partir de esa fecha se convierte en diario hasta su desaparición el 20 de julio de 1936, con el n.º 8.446, último número conocido. Allí aún se decía: "LEA USTED MAÑANA El Castellano", y sin mención alguna a la sublevación militar de Melilla, que tres días antes supuso el inicio de la guerra civil española. En los años treinta indica en su portada la existencia de "Dos ediciones diarias". Era un periódico de ideología marcadamente regionalista y de distribución en el territorio castellano, origen de su nombre. Nació como Periódico semanal, literario y de enseñanza, como se mostraba en la cabecera del n.º 1, publicado el 31 de enero de 1904, si bien fue cambiando su género a la información en general. En la portada del número 8284 del 31 de diciembre de 1935 mostraba el lema Diario católico de información.
El Cardenal Sancha de Toledo parece ser el impulsor real del proyecto: "Respecto a la aparición de “El Castellano” hay que señalar que la creación de un periódico que fuera portavoz de la Iglesia fue siempre una obsesión del Cardenal desde el principio de su arzobispado y eso lo logró, aunque sólo en Toledo, con este periódico. Durante varias fases la cabecera indicaba la orientación católica del periódico. El primer impresor fue "Imp. Viuda e hijos de J. Rodríguez", cambio a otros hasta que en 1921 se hace cargo la "Editorial Católica Toledana". En 1933 el director era el canónico Molina Nieto. Durante estos años de la Segunda República, en Toledo se enfrentan dos periódicos, uno afín a cada bando, el Heraldo de Toledo y El Castellano, si bien este segundo tenía mayor difusión. El diario desapareció poco antes del comienzo de la Guerra civil.